# Bredmossen Fiskelössjön
För andra betydelser, se Bredmossen.

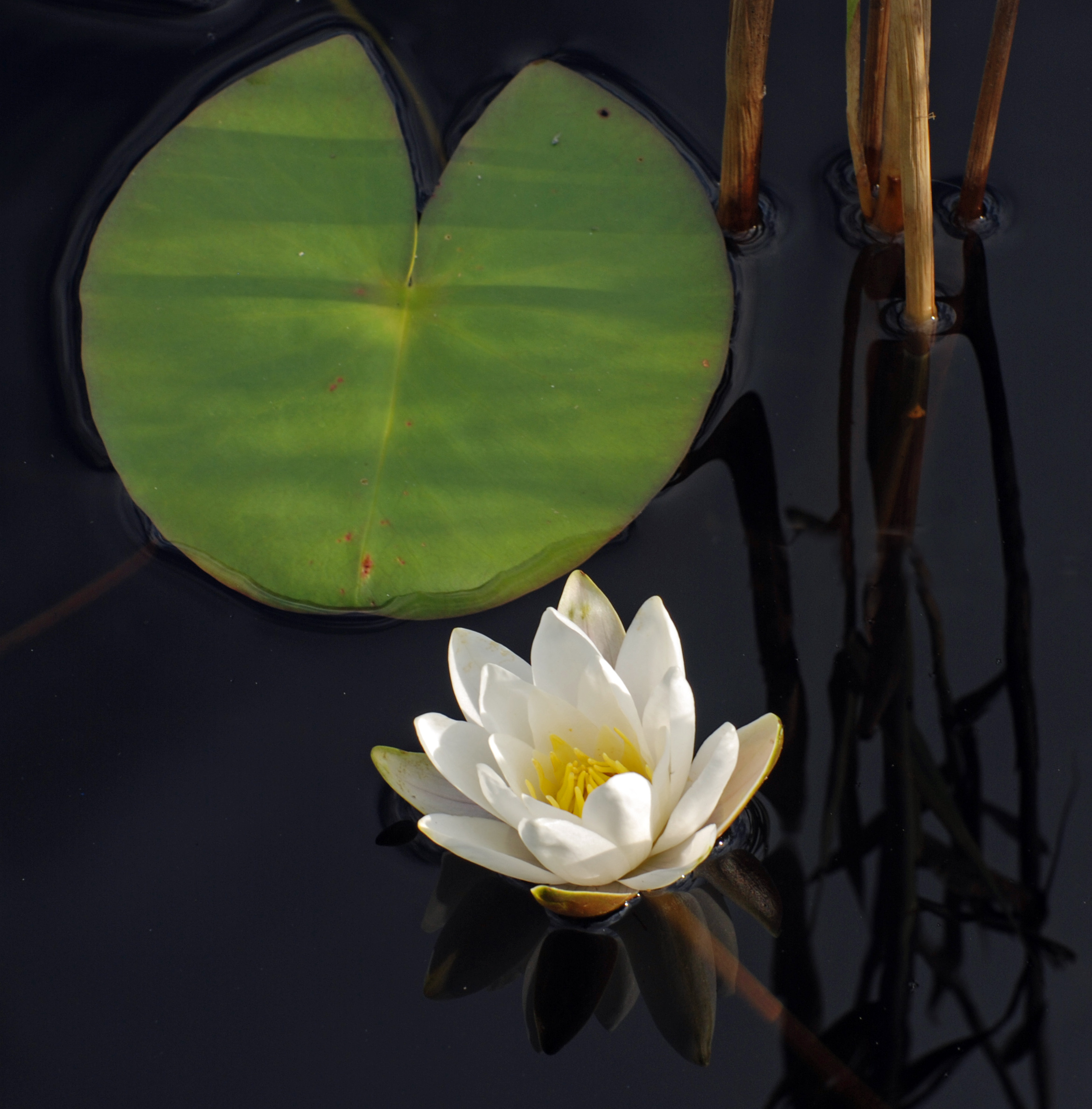
Vit näckros

Bredmossen Fiskelössjön är ett naturreservat i Naverstads socken i Tanums kommun i Bohuslän.
Området är skyddat sedan 1968 och omfattar 187 hektar. Det är beläget öster om Södra Bullaresjöns nordända.
Bredmossen är en av Bohusläns största myrar. På myren finns fastmarksholmar med urskogsliknande hällmarkstallskog.
På myren växer brunag och kallgräs. På laggkärren växer tråd- och flaskstarr, ängsull, vattenklöver, myrlilja och taggstarr. 
Inom reservatet finns även en del skogsmark med mest barrskog. Inom området häckar ljungpipare. I väster begränsas myren av Fiskelössjön där det växer vit näckros. 
Området ingår i EU:s ekologiska nätverk av skyddade områden, Natura 2000. Det förvaltas av Västkuststiftelsen.